# Я даю тобі життя
«Я даю тобі життя» (ісп. Te doy la vida) — мексиканський телесеріал 2020 року у жанрі драми та створений компанією Televisa. В головних ролях — Хосе Рон, Ева Седеньо, Сесар Евора, Еріка Буенфіль, Хорхе Салінас. Перша серія вийшла в ефір 23 березня 2020 р. Серіал має 1 сезон. Завершився 82-м епізодом, який вийшов у ефір 12 липня 2020 р. Продюсер серіалу — Лусеро Суарес.
Серіал є адаптацією чілійського серіалу «Я даю тобі життя», 2016 року.

## Сюжет
Сімейна пара Елена і Ернесто відчайдушно шукають донора кісткового мозку для свого прийомного сина Ніколаса, який страждає на лейкемію. Незабаром виявляється, що біологічний батько хлопчика — скромний механік на ім'я Педро. Це відкриття змінює життя всіх залучених.

## Актори та ролі
| Актор                | Роль                                   |
| -------------------- | -------------------------------------- |
| Хосе Рон             | Педро Гаррідо Салазар                  |
| Ева Седеньо          | Елена Вілласеньор Еспіноза             |
| Сесар Евора          | Нельсона Лопес                         |
| Еріка Буенфіль       | Андреа Еспіноса де Вілласеньор         |
| Нурія Багес          | Естер Салазар де Гаррідо               |
| Омар Фієрро          | Орасіо Вілласеньор Корреа              |
| Луз Марія Агілар     | Ізабель Арміда                         |
| Денні Переа          | Джорджина «Джина» Лопес Ортіс          |
| Рікардо Маргалефф    | Агустін «Агус» Пресіадо                |
| Оскар Бонфільо       | Домінго Гаррідо                        |
| Каміла Сельсер       | Ірен Вілласеньор Еспіноза              |
| Рамсес Алеман        | Семюель Гаррідо Салазар                |
| Артуро Кармона       | командир Едуардо Роблес                |
| Мігель Анхель Біяджо | Модесто Флореса                        |
| Глорія Сьєрра        | Моніка дель Вільяр                     |
| Маурісіо Абуларач    | Хайме «Джиммі» Саравія                 |
| Хосе Мануель Лечуга  | Лучано «Чано»                          |
| Октавіо Оканья       | Беніто Ранхель                         |
| Гуґо Масіас Макотела | Маріано Роблес                         |
| Хорхе Салінас        | Ернесто Ріоха Арміда / Мігель Ернандес |
| Джошуа Гутьєррес     | Ернесто / Мігель в молодості           |
| Сачі Тамашіро        | Вікторія «Вікі»                        |
| Рікардо Клейнбаум    | Рафаель                                |
| Марібель Гардія      | Сільвія                                |
| Луїс Гатіка          | Рікардо Сальдівар                      |
| Ліссет               | Патриція                               |
| Луз Елена Гонсалес   | Пауліна Рейес                          |
| Хуан Алехандро Авіла | Сабас                                  |
| Ісідора Гонсалес     | соціальний працівник                   |

## Сезони
| Сезон | Епізоди | Епізоди | Оригінальний показ | Оригінальний показ | Оригінальний показ |
| Сезон | Епізоди | Епізоди | Перший показ       | Останній показ     | Мережа             |
| ----- | ------- | ------- | ------------------ | ------------------ | ------------------ |
| 1     | 82      | 82      | 23 березня 2020    | 12 липня 2020      | Las Estrellas      |

## Аудиторія
| Країна трансляції | Сезон | Розклад       | Серії | Перший ефір       | Перший ефір | Останній ефір   | Останній ефір | Середній бал |
| Країна трансляції | Сезон | Розклад       | Серії | Дата              | Дата        | Дата            | Дата          | Середній бал |
| ----------------- | ----- | ------------- | ----- | ----------------- | ----------- | --------------- | ------------- | ------------ |
| Мексика           | 1     | 18:30 — 19:15 | 81    | 23 березня 2020 р | 3,36        | 12 липня 2020 р | 5,18          | 3,68         |
| США               | 1     | 20:00 — 21:00 | 82    | 13 квітня 2020 р  | 1,797       | 3 серпня 2020 р | 2,123         | 1,770        |
| Бразилія          | 1     | 18:45 — 19:45 | 93    | 20 вересня 2021 р | 07          | 26 січня 2022 р | 07            | 6,65         |

## Нагороди та номінації
| Рік  | Премія                       | Категорія                      | Номінант                                                                                 | Результат |
| ---- | ---------------------------- | ------------------------------ | ---------------------------------------------------------------------------------------- | --------- |
| 2020 | TV Adicto Golden Awards 2020 | Найкраща мильна опера Televisa | Лусеро Суарес                                                                            | Перемога  |
| 2020 | TV Adicto Golden Awards 2020 | Найкраща пара                  | Хосе Рон, Ева Седеньо                                                                    | Перемога  |
| 2020 | TV Adicto Golden Awards 2020 | Найкращий актор                | Хосе Рон                                                                                 | Перемога  |
| 2020 | TV Adicto Golden Awards 2020 | Найкращий дитячий актор        | Леонардо Еррера                                                                          | Перемога  |
| 2020 | TV Adicto Golden Awards 2020 | Найкращий фінал                | Я даю тобі життя                                                                         | Перемога  |
| 2020 | TV Adicto Golden Awards 2020 | Найкраща адаптація             | Едвін Валенсія, Лусеро Суарес, Кармен Сепульведа, Луїс Рейносо, Луїза Фернанда Гутьєррес | Перемога  |

## Версії
| Рік  | Країна | Українська назва   | Оригінальна назва | Кількість | Кількість | В головних ролях                                  | Компанія          | Канал |
| Рік  | Країна | Українська назва   | Оригінальна назва | сезонів   | серій     | В головних ролях                                  | Компанія          | Канал |
| ---- | ------ | ------------------ | ----------------- | --------- | --------- | ------------------------------------------------- | ----------------- | ----- |
| 2016 | Чилі   | Я дарую тобі життя | Te doy la vida    | 1         | 158       | Крістіан Рікельме, Селін Реймон, Альваро Еспіноса | AGTV Producciones | Mega  |